# Открытый чемпионат Уханя по снукеру
Открытый чемпионат Уханя по снукеру (англ. Wuhan Open)  — профессиональный рейтинговый снукерный турнир, проводящийся в китайском Ухане с 2023 года.
Впервые турнир был проведён в сезоне 2023/2024. Он стал первым с 2019 года рейтинговым турниром на материковом Китае после пандемии COVID-19. Победителем первого розыгрыша в октябре 2023 года стал Джадд Трамп, обыгравший в финале Али Картера со счётом 10:7.
В 2024 году состоялся первый в истории турнира максимальный брейк, который впервые в карьере оформил китаец Сы Цзяхуей в полуфинале с Джаддом Трампом. Он же впоследствии обыграл англичанина и вышел в финал, где уступил соотечественнику Сяо Годуну 10:7.
Призовой фонд турнира Wuhan Open (2024 год) — £700 000:
- победитель — £140 000,
- финалист — £63 000,
- полуфиналисты	— £30 000,
- четвертьфиналисты — £16 000,
- высший брейк — £5 000.

## Победители
| Год  | Место проведения | Победитель  | Финалист   | Счёт |
| ---- | ---------------- | ----------- | ---------- | ---- |
| 2023 | Ухань            | Джадд Трамп | Али Картер | 10:7 |
| 2024 | Ухань            | Сяо Годун   | Сы Цзяхуей | 10:7 |